# Samniten

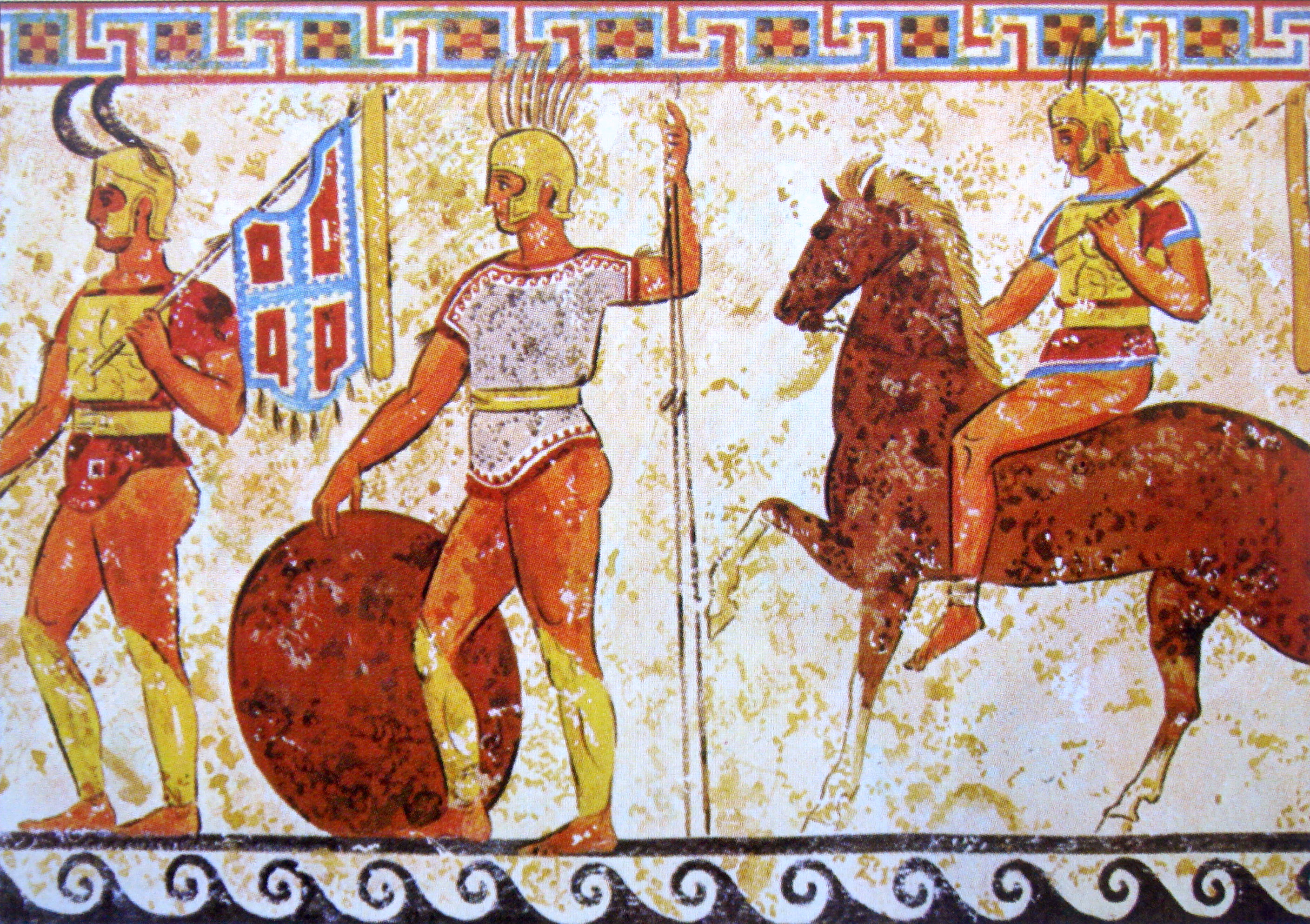
Samnitische Krieger aus einem Grabfries in Nola (4. Jahrhundert vor Christus)

Die Samniten (auch: Sabeller, lateinisch Sabelli) waren ein italischer Volksstamm aus der Bergregion Samnium oberhalb des Golfs von Neapel. Ihre Hauptstadt war Bovianum am Osthang der Apenninen.

## Teilgruppen und Bezeichnungen
Zu ihnen gehörten die Abellinaten, Alfaterner, Kaudiner und Pentrer im engeren Sinne, im weiteren Sinne auch die Hirpiner um Maleventum, heute Benevento, und die Frentaner, deren Wohnsitze an der Adria lagen.
In ihrer Sprache, dem Oskischen, bezeichneten sie sich als Safineis, die Griechen nannten sie Saunitai und die Römer Samnites.

## Geschichte

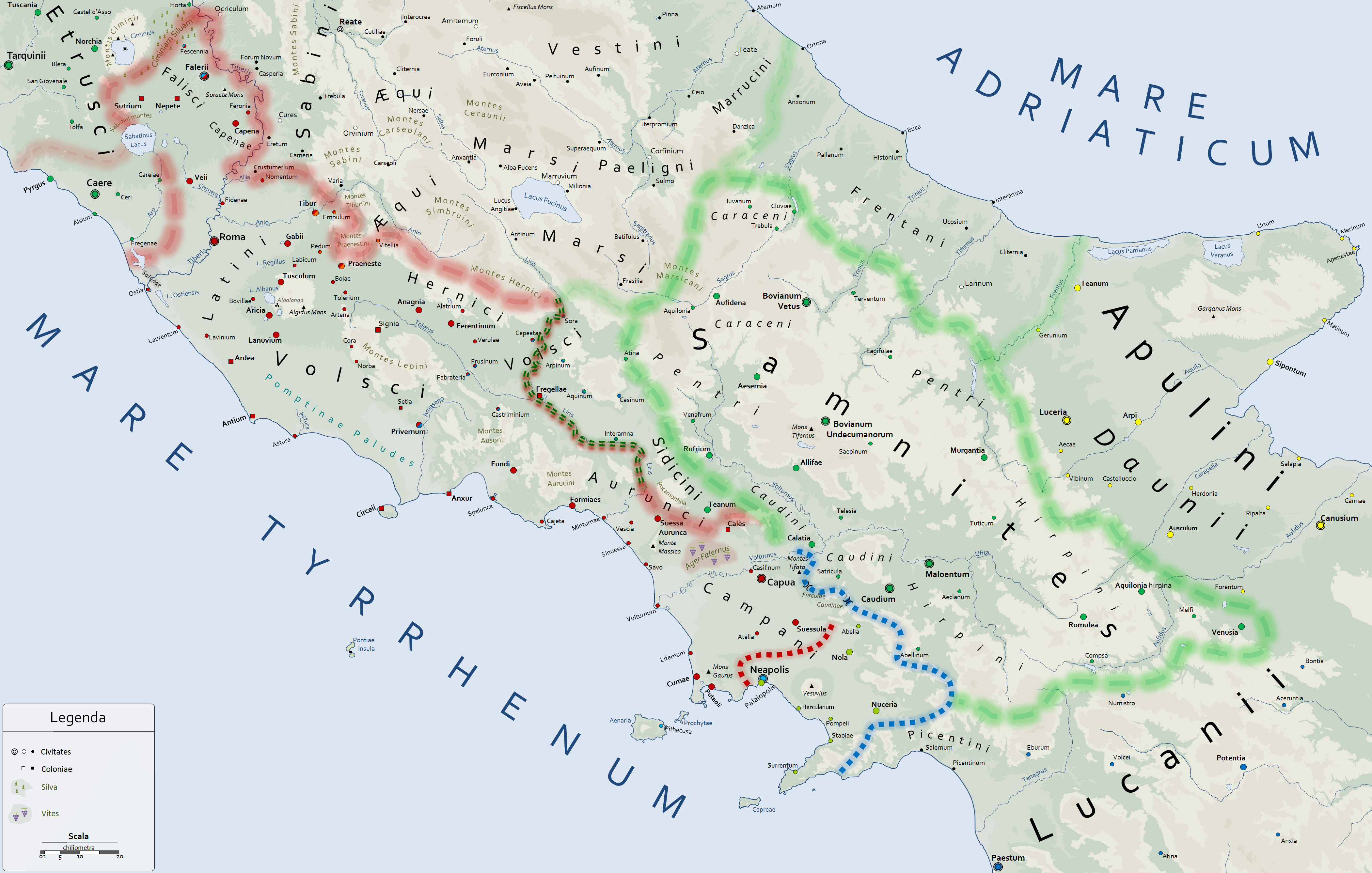
Bewohntes Gebiet (grün umrandet) der Samniten (Sabelli) während der Zeit des zweiten samnitischen Krieges; in zwei Phasen von 326 bis 321 v. Chr. und 316 bis 304 v. Chr.

Nach der Ursprungssage der Samniten sind sie durch ein Ver sacrum aus den Sabinern entstanden.
Die meiste Zeit in ihrer Geschichte waren sie sesshaft, erst im 5. Jahrhundert v. Chr. breiteten sie sich in die Küstenregion Kampanien aus, unterwarfen dabei die mit ihnen verwandten Osker und 424 v. Chr. die Stadt Capua, Pompeji und im Jahre 420 die Stadt Cumae. Durch ihr Eindringen in die kampanische Küstenregion gerieten sie schließlich in Konflikt mit den Römern. Ein Vertrag mit ihnen aus dem Jahr 354 v. Chr., in dem sie den Fluss Liris als Grenzfluss festlegen, ist das älteste schriftliche Zeugnis der Samniten – ein Abkommen, das nicht lange hielt, denn kurze Zeit später bereits brach der erste von drei Samnitenkriegen (343 bis 290 v. Chr.) aus, mit denen sie aus Kampanien vertrieben wurden, aber nicht ihre Unabhängigkeit verloren. Nach einem weiteren Aufstand im italischen Bundesgenossenkrieg wurden die Samniten 82 v. Chr. von Sulla endgültig unterworfen, wobei viele von ihnen getötet wurden und der Rest zerstreut wurde.